# Querschnitt (Mathematik)
In der Mathematik werden mit dem Querschnitt bestimmte Mengen bezeichnet. Wenn {\displaystyle {\mathcal {F}}} ein Mengensystem über der Grundmenge {\displaystyle X} ist, dann heißt {\displaystyle {T}\subseteq {X}} ein Querschnitt von {\displaystyle {\mathcal {F}}}, falls {\displaystyle T} alle Mengen in {\displaystyle {\mathcal {F}}} schneidet.
Die kleinstmögliche Mächtigkeit eines Querschnitts von {\displaystyle F} heißt Querschnittszahl {\displaystyle \tau ({\mathcal {F}})} des Mengensystems {\displaystyle {\mathcal {F}}}.

## Beispiele
1. {\displaystyle X} sei die Menge der Mitglieder einer Partei mit zwei Vorsitzenden. {\displaystyle {\mathcal {F}}} sei die Menge der Interessengruppen in dieser Partei, beispielsweise die vier Gruppen Gewerkschafter, Konservative, Frauen und Mediziner. Jede dieser vier Gruppen stellt eine Teilmenge der Menge aller Mitglieder in der Partei dar. Wenn jeder dieser Gruppen einer der beiden Vorsitzenden angehört, dann bilden diese einen Querschnitt von {\displaystyle F}. Dazu müsste zum Beispiel der Vorsitz aus einem konservativen Mediziner und einer Gewerkschafterin bestehen.
Findet sich unter allen Mitgliedern der Partei kein solches Paar, das zusammen alle Interessengruppen bedient, so ist die Querschnittszahl größer als 2. Gibt es ein Mitglied, das zugleich konservativ, weiblich und Mediziner ist und zusätzlich der Gewerkschaft angehört, dann ist die Querschnittszahl sogar nur 1.
2. Sei {\displaystyle X} die euklidische Ebene und {\displaystyle {\mathcal {F}}} die Menge aller abgeschlossenen Einheitsquadrate, die die {\displaystyle x}-Achse schneiden. Ein Querschnitt dieses Mengensystems wäre z. B. {\displaystyle \{(m,0)\mid m\in \mathbb {Z} \}}, denn jedes abgeschlossene Einheitsquadrat, das die {\displaystyle x}-Achse schneidet, enthält auch einen solchen Punkt. Dieser Querschnitt ist abzählbar unendlich, die Querschnittszahl {\displaystyle \tau ({\mathcal {F}})} somit höchstens abzählbar unendlich. Man überlegt sich leicht, dass es in diesem Mengensystem keinen endlichen Querschnitt geben kann, also ist {\displaystyle \tau ({\mathcal {F}})} abzählbar unendlich.